# Wilhelm Lotz (Theologe)
Wilhelm Philipp Friedrich Ferdinand Lotz (* 12. April 1853 in Kassel; † 30. Dezember 1928 in Erlangen) war ein deutscher evangelisch-lutherischer Theologe und Professor in Wien und Erlangen.

## Leben
Lotz studierte an den Universitäten Leipzig und Göttingen Theologie. Dort wurde er Mitglied des Leipziger und des Göttinger Wingolf. 1880 promovierte er zum Dr. phil in Leipzig. Er habilitierte sich dort 1883 als Lic. theol. mit der Arbeit Quaestionum de historia sabbati libri duo. Als Nachfolger von Georg Gustav Roskoff kam er 1884 als außerordentlicher Professor für alttestamentliche Exegese und biblische Archäologie an die Evangelisch-Theologische Fakultät der Universität Wien. Für ein Ordinariat schien er noch zu jung. Schon im Dezember 1885 wurde er allerdings zum ordentlichen Professor ernannt. 1897 folgte er einer Berufung an die Universität Erlangen, wo er 1925 emeritiert wurde. Sein Nachfolger wurde Otto Procksch (1874–1947).

## Schriften (Auswahl)
- Geschichte und Offenbarung im Alten Testament, 1891, 2. Aufl. 1892.
- Die Bundeslade, 1901.
- Der Bund vom Sinai, in: Neue kirchliche Zeitschrift 12–15, 1901–04.
- Das Alte Testament und die Wissenschaft. Deichert, Leipzig 1905.
- Die biblische Urgeschichte in ihrem Verhältnis zu den Urzeitsagen anderer Völker, zu den israelitischen Volkserzählungen und zum Ganzen der Heiligen Schrift. Vorträge, 1907.
- Johann Jakob Herzog: Realencyclopädie für protestantische Theologie und Kirche, Band 23, 1913, Beiträge von Wilhelm Lotz, S. 341, S. 698.
- Hebräische Sprachlehre, 1908, 3. Aufl. 1920.
- Abraham, Isaak und Jakob (= Biblische Zeit- und Streitfragen, Ser. 5, H. 10). 1910.